# Jack Crompton
Jack Crompton (Hulme, Mánchester, 18 de diciembre de 1921 - Hulme, 4 de julio de 2013) fue un futbolista británico que ocupó la posición de portero en el Manchester United entre 1944 y 1956. Formó parte del equipo que ganó la final de la FA Cup de 1948 y el título de First division de 1952. Durante la Segunda Guerra Mundial, jugó como invitado en el Stockport County.
Después de su retiro, al final de la temporada 1955–56, Crompton fue contratado como entrenador del Luton Town, antes de volver al Manchester United a raíz del desastre aéreo de Múnich dos años antes. Luton sería fichado de nuevo como entrenador en 1962 sustituyendo a Sam Bartram, pero su mandato duró solo siete días y regresó a su posición en el Manchester United. En 1971, Crompton fue nombrado mánager del Barrow, sustituyendo a Don McEvoy, pero solo estvo en el banquillo hasta finales de temporada de 1972, cuando fue fichado por el Bury como entrenador. En 1973, Crompton fichó por el Preston North End como parte del cuerpo técnico del exjugador del Manchester United, Bobby Charlton. Después de un año con Preston, Crompton hizo su último regreso al Manchester United para hacerse cargo del el equipo de reserva del club, una posición que ocupó durante siete años antes de retirarse finalmente del fútbol.
Como uno de los últimos supervivientes del equipo ganador de la FA Cup de 1948, Crompton fue a menudo invitado a los eventos conmemorativos de la historia del club, incluida la apertura de una exposición en el museo del club que marca el 100 aniversario de Old Trafford. Fue presidente del Curzon Ashton, que en 2012 jugó un partido amistoso contra el Manchester United reserve XI en la "Jack Crompton Trophy". El 4 de julio de 2013, Crompton moría a la edad de 91 años.

## Clubes
| Club                 | País       | Año         | Partidos |
| -------------------- | ---------- | ----------- | -------- |
| Stockport County     | Inglaterra | 1944 - 1945 |          |
| Manchester United FC | Inglaterra | 1945 - 1956 | 212      |

## Palmarés

### Campeonatos nacionales
| Título                         | Club                 | País       | Año     |
| ------------------------------ | -------------------- | ---------- | ------- |
| Football League First Division | Manchester United FC | Inglaterra | 1955-56 |
| Community Shield               | Manchester United FC | Inglaterra | 1967    |
| FA Cup                         | Manchester United FC | Inglaterra | 1948    |